# Battaglia di Pea Ridge
La battaglia di Pea Ridge (conosciuta anche come battaglia di Elkhorn Tavern) è stata una battaglia combattuta nel marzo 1862, durante la guerra di secessione americana, nei pressi della città di Pea Ridge, nel nordovest dell'Arkansas.
Le forze dell'Unione guidate dal brigadier generale Samuel Ryan Curtis, muovendo dal Missouri spinsero le truppe confederate fino al nord dell'Arkansas. Da quella posizione il generalmaggiore Earl Van Dorn riorganizzò i propri uomini lanciando una controffensiva ma dopo due giorni di combattimenti fu respinto.

## Contesto
Alla fine del 1861 le forze dell'Unione in Missouri erano riuscite a respingere le forze della Missouri State Guard del generalmaggiore Sterling Price e nella primavera del 1862 Curtis, che disponeva di circa 10 250 uomini e 50 pezzi d'artiglieria, decise di spingere i confederati verso il nord dell'Arkansas.
Dal canto suo Van Dorn, che disponeva di circa 16 000 uomini compresi due reggimenti di cavalleria indiani, complessivamente forti di 800 uomini, al comando del Cherokee col. Stand Watie, intendeva respingere Curtis aggirandone i fianchi e attaccandolo alle spalle.

## La battaglia
Il 4 marzo 1862 Van Dorn divise le proprie forze in due divisioni e al fine di tagliare
```
le vie di comunicazione di Curtis, costrinse i suoi uomini a tre giorni di marcia a tappe forzate da 
Fayetteville
 a Bentonville nel pieno del gelo invernale
[
6
]
.
```

Il 6 marzo una pattuglia di Curtis intercettò l'avanguardia di Van Dorn. La battaglia durò tre giorni: dopo una prima serie di scaramucce le forze nordiste contrattaccarono sconfissero pesantemente i nemici costringendoli a ritirarsi ulteriormente.

## Conseguenze
Dal punto di vista strategico la battaglia di Pea Ridge fu un importante successo per i nordisti: i confederati non riuscirono a riconquistare il Missouri e lasciavano l'Arkansas senza difese.